# Journal officiel Associations
Ne doit pas être confondu avec Journal officiel de la République française.
Le Journal officiel Associations ou Journal officiel des associations et fondations d'entreprise (JOAFE) est, en France, une publication officielle éditée par la Direction de l'information légale et administrative. Ce bulletin publie, tous les mardis, les avis de création, de modification et de dissolution des associations régies par la loi de 1901, des associations syndicales de propriétaires, des fondations d'entreprise et des fonds de dotation.
Créée en 1985, cette publication prend la forme d'un supplément hebdomadaire de l'édition Lois et décrets du Journal officiel, remplaçant la rubrique que contenait auparavant cette dernière pour la parution des annonces relatives aux associations.

## Histoire
L'article 5 de la loi du 1er juillet 1901 dispose que toute association qui voudra obtenir la capacité juridique devra être rendue publique par les soins de ses fondateurs, à la préfecture du département ou à la sous-préfecture de l'arrondissement où l'association aura son siège social ; le décret du 16 août 1901, pris pour l'application de cette loi, prévoit dans son article 1er que ces déclarations seront rendues publiques dans le Journal officiel.
Ces déclarations étaient à l'origine publiées quotidiennement dans une rubrique qui concluait l'édition Lois et décrets du Journal officiel. Pour remplacer cette rubrique, une publication hebdomadaire dédiée, supplément de l'édition Lois et décrets, est créée le 2 janvier 1985 : le Journal officiel Associations.
Le 1er janvier 2016, à l'instar du Journal officiel dont il est un supplément, il cesse de paraître en version papier pour n'être publié qu'en version numérique.

## Contenu
D'après le décret d'application de la loi de 1901, chaque annonce contient la date de la déclaration, le titre et l'objet de l'association, ainsi que l'indication de son siège social. Chaque annonce contient également la préfecture ou sous-préfecture de déclaration.
Depuis le 2e trimestre 2006, le numéro d'identification RNA (identifiant numérique des associations précédé de la lettre W dans le Répertoire national des associations) est aussi diffusé s'il est disponible.

## Publication en ligne
Les annonces publiées au Journal officiel Associations sont accessibles sur le site web journal-officiel.gouv.fr, espace de consultation des associations. Depuis juin 2009, sont également accessibles sur le site, d'une part les comptes annuels des associations et fondations bénéficiant de dons et subventions à hauteur de 153 000 €, et d'autre part les comptes annuels de tous les fonds de dotation.